# Jan Chramosta
Jan Chramosta (* 12. října 1990 Praha) je český profesionální fotbalista, který hraje na pozici útočníka za český klub FK Jablonec. Je také bývalým českým mládežnickým reprezentantem.
Jeho děd Jan Šáral byl rovněž prvoligovým fotbalistou.

## Klubová kariéra
Jan Chramosta je odchovancem klubu FK Mladá Boleslav.

### Mladá Boleslav
Do prvního mužstva jej přivedl na jaře 2009 bývalý trenér Pavel Hapal a byl to dobrý tah, Chramosta hned ve svém druhém zápase na hřišti Příbrami zajistil Mladé Boleslavi remízu 1:1 (11. dubna 2009 - 23. kolo). V dalším kole v domácím zápase proti Teplicím rozhodl nůžkami o zisku 3 bodů (utkání skončilo 1:0). Prosadil se i v následujícím kole proti Slavii, jedním gólem přispěl k remíze 3:3. 11. května 2009 ve 27. ligovém kole zaznamenal 2 branky v Ostravě (Ml. Boleslav vyhrála 2:0). Celkem Jan Chramosta odehrál ve své první ligové sezóně 2008/09 9 zápasů, v nichž se pětkrát střelecky prosadil.
V sezóně 2009/10 vstřelil celkem 6 branek. V následující ligové sezóně 2010/11 přidal ještě jednu branku navíc a skončil s bilancí 7 gólů.
V sezóně 2011/12 nastupoval v každém kole v základní sestavě a zlepšil si statistiky na 30 zápasů a 10 gólů. Střelecky nejvydařenější utkání odehrál 21. srpna 2011 proti Žižkovu, na konečném výsledku 2:0 pro domácí Mladou Boleslav se podílel oběma brankami. Disciplinární komise potrestala Jana Chramostu pokutou 20 000 Kč a zákazem startu v jednom utkání za nafilmování faulu v pokutovém území Kroměříže během pohárového semifinálového utkání 11. května 2011, po němž byl vyloučen brankář domácí Kroměříže Vogl. Zápas skončil výhrou Mladé Boleslavi 3:1. Hráč simulování popíral.
25. května 2011 se střetla Mladá Boleslav ve finále českého poháru s týmem Olomouce, utkání se rozhodovalo v penaltovém rozstřelu a Jan Chramosta proměnil rozhodující pokutový kop na 4:3, Mladá Boleslav pohár vyhrála poprvé ve své historii.
Na konci července 2012 se zranil na tréninku, když špatně došlápl. Diagnóza zněla přetržení křížového vazu v levém koleni, zranění vyřadilo Jana Chramostu na několik měsíců ze hry. Do hry se vrátil v dubnu 2013, první gól po pauze vstřelil v úvodním domácím utkání semifinále poháru České pošty 1. května proti Spartě Praha. Jan vyrovnával na konečných 1:1. S Mladou Boleslaví se probojoval až do finále proti Jablonci, v němž jednou skóroval. Zápas dospěl po remíze 2:2 do penaltového rozstřelu, který mladoboleslavští prohráli poměrem 4:5. Chramosta svůj pokus proměnil. 28. července 2015 podepsal s týmem nový kontrakt do léta 2018.
31. července 2016 v prvním ligovém kole sezóny 2016/17 vstřelil svůj první hattrick v české nejvyšší lize, jednalo se o domácí zápas proti FC Slovan Liberec (výhra 3:0).

### Viktoria Plzeň (hostování)
V červnu 2014 odešel z Boleslavi na roční hostování s opcí do FC Viktoria Plzeň, opačným směrem putovali Michal Ďuriš a Tomáš Wágner (oba také hostování). Dvě kola před koncem ročníku 2014/15 získal s mužstvem Plzně mistrovský titul. Po roce mu v mužstvu skončilo hostování a vrátil se do Mladé Boleslavi.

## Reprezentační kariéra

### Mládežnické výběry
Jan Chramosta nastupoval za různé mládežnické výběry České republiky.
Za českou reprezentaci do 18 let odehrál Jan Chramosta 4 zápasy (2 výhry, 2 remízy, celkem 173 minut) a vstřelil 2 góly. Při svém debutu v zápase proti Belgii se dostal v 62. minutě na hřiště a hned vsítil oba své góly (v 76. a 80. minutě utkání, hrálo se v Malmédách v Belgii), utkání skončilo vítězstvím českého týmu 3:1.
Za českou reprezentaci do 19 let odehrál Jan Chramosta také 4 zápasy (2 výhry, 1 remíza, 1 prohra, celkem 228 minut), gól nevstřelil.
Za českou reprezentaci do 20 let odehrál Chramosta 2 zápasy (1 výhra, 1 remíza, celkem 156 minut) a vstřelil 2 góly. Oba zápasy odehrál na Mistrovství světa "20" v roce 2009. V základní skupině nastoupil v základní sestavě proti Kostarice a soupeři vstřelil oba své góly, zajistil tak vítězství českého týmu 3:2. Trenér Jakub Dovalil jej nasadil od začátku i do následujícího osmifinálového utkání proti Maďarsku. Jan Chramosta strávil na hřišti 66 minut, než byl za stavu 1:1 vystřídán Michaelem Rabušicem. Utkání skončilo 2:2 po prodloužení, rozhodovat musely pokutové kopy, v nichž ČR podlehla 3:4  a byla z turnaje vyřazena.

#### U21
Zúčastnil se Mistrovství Evropy "21" v roce 2011, na němž měl český tým těžkou základní skupinu se Španělskem, Anglií a Ukrajinou. V zápase s ostrovním týmem se dostal Jan Chramosta v 83. minutě na hřiště a za 6 minut skóroval (vyrovnal na 1:1, utkání rozhodl brankou na 2:1 v 94. minutě Tomáš Pekhart). ČR postoupila ze skupiny společně se Španělskem do semifinále, kde se čeští mladíci utkali se Švýcarskem (prohráli 0:1).
Střelecky nejvydařenější zápas sehrál 5. června 2012 proti Andoře v kvalifikaci na ME "21" 2013, kde vstřelil všech 5 gólů českého týmu (ČR vyhrála v Andoře 5:1) , což jej vyneslo do čela všech střelců kvalifikace (dal jich celkem 9). Další góly nepřidal, v červenci se zranil. Celkem odehrál v kvalifikaci 5 zápasů a zaznamenal výše zmíněných 9 branek. V závěrečných barážových dvojutkáních jej předstihl španělský hráč Rodrigo Moreno Machado, který během 9 zápasů nastřílel celkem 11 gólů. Jan Chramosta skončil v tabulce střelců na druhém místě.

### Reprezentační góly a zápasy
Góly za českou reprezentaci do 20 let:
| Gól | Datum       | Stadion           | Soupeř    | Skóre (min.) | Výsledek | Soutěž       |
| --- | ----------- | ----------------- | --------- | ------------ | -------- | ------------ |
| 010 | 3. 10. 2009 | Alexandrie, Egypt | Kostarika | 00:1 0(11.)  | 2:3      | MS "20" 2009 |
| 02  | 3. 10. 2009 | Alexandrie, Egypt | Kostarika | 02:3 0(86.)  | 2:3      | MS "20" 2009 |

Góly za českou reprezentaci do 21 let:
| Gól | Datum        | Stadion                                    | Soupeř     | Skóre (min.) | Výsledek | Soutěž                      |
| --- | ------------ | ------------------------------------------ | ---------- | ------------ | -------- | --------------------------- |
| 010 | 9. 6. 2009   | Stadio Olimpico, Serravalle, San Marino    | San Marino | 00:8 0(80.)  | 0:8      | kvalifikace na ME "21" 2011 |
| 02  | 11. 8. 2010  | Na Julisce, Praha                          | San Marino | 05:0 0(47.)  | 5:0      | kvalifikace na ME "21" 2011 |
| 03  | 19. 6. 2011  | Viborg, Dánsko                             | Anglie     | 01:1 0(89.)  | 1:2      | ME "21" 2011                |
| 04  | 11. 11. 2011 | Jerevan, Arménie                           | Arménie    | 00:1 0(76.)  | 0:2      | kvalifikace na ME "21" 2013 |
| 05  | 11. 11. 2011 | Jerevan, Arménie                           | Arménie    | 00:2 0(94.)  | 0:2      | kvalifikace na ME "21" 2013 |
| 06  | 1. 6. 2012   | Chance Arena, Jablonec nad Nisou, Česko    | Černá Hora | 01:0 0(34.)  | 2:1      | kvalifikace na ME "21" 2013 |
| 07  | 1. 6. 2012   | Chance Arena, Jablonec nad Nisou, Česko    | Černá Hora | 02:0 0(63.)  | 2:1      | kvalifikace na ME "21" 2013 |
| 08  | 5. 6. 2012   | Estadi Comunal d'Andorra la Vella, Andorra | Andorra    | 00:1 0(25.)  | 1:5      | kvalifikace na ME "21" 2013 |
| 09  | 5. 6. 2012   | Estadi Comunal d'Andorra la Vella, Andorra | Andorra    | 00:2 0(39.)  | 1:5      | kvalifikace na ME "21" 2013 |
| 10  | 5. 6. 2012   | Estadi Comunal d'Andorra la Vella, Andorra | Andorra    | 00:3 0(45.)  | 1:5      | kvalifikace na ME "21" 2013 |
| 11  | 5. 6. 2012   | Estadi Comunal d'Andorra la Vella, Andorra | Andorra    | 00:4 0(69.)  | 1:5      | kvalifikace na ME "21" 2013 |
| 12  | 5. 6. 2012   | Estadi Comunal d'Andorra la Vella, Andorra | Andorra    | 01:5 0(77.)  | 1:5      | kvalifikace na ME "21" 2013 |

Zápasy Jana Chramosty v české reprezentaci do 21 let 000
| Rok    | Zápasy | Góly |
| ------ | ------ | ---- |
| 2009   | 1      | 1    |
| 2010   | 2      | 1    |
| 2011   | 6      | 3    |
| 2012   | 3      | 7    |
| Celkem | 12     | 12   |